# 1680'erne f.Kr.
Århundreder: 18. århundrede f.Kr. – 17. århundrede f.Kr. – 16. århundrede f.Kr.
Årtier: 1730'erne f.Kr. 1720'erne f.Kr. 1710'erne f.Kr. 1700'erne f.Kr. 1690'erne f.Kr. – 1680'erne f.Kr. – 1670'erne f.Kr. 1660'erne f.Kr. 1650'erne f.Kr. 1640'erne f.Kr. 1630'erne f.Kr.
Årstal: 1689 f.Kr. 1688 f.Kr. 1687 f.Kr. 1686 f.Kr. 1685 f.Kr. 1684 f.Kr. 1683 f.Kr. 1682 f.Kr. 1681 f.Kr. 1680 f.Kr.

## Hændelser
- Egypten — Start på det 16. dynasti.
- Egypten — Udvikling af hævet brød (ca. dato).

## Dødsfald
- 1684 f.Kr. — Érimón, irsk legende